# Republic Steel Strike Riot Newsreel Footage
Pour plus de détails, voir Fiche technique et Distribution.
Republic Steel Strike Riot Newsreel Footage est un film documentaire américain, sorti en 1937.
Ce film fut produit par Paramount Pictures. Et en 1997, l'importance culturelle du film fut reconnue par la Bibliothèque du Congrès des États-Unis permettant sa préservation au sein du National Film Registry.

## Synopsis
Ce film met en scène les émeutes survenues lors de la grève des ouvriers de Republic Steel à Chicago lors de la journée du 26 mai 1937. Dix ouvriers sont morts au cours des émeutes.